# Sophronica subfuscoscapa
Sophronica subfuscoscapa là một loài bọ cánh cứng trong họ Cerambycidae.